# Zagórze (powiat myszkowski)
Zagórze – wieś w Polsce położona w województwie śląskim, w powiecie myszkowskim, w gminie Niegowa.
W latach 1975–1998 miejscowość należała administracyjnie do województwa częstochowskiego.